# Третья лига Беларуси по футболу
Третья лига (бел. Трэцяя ліга) — четвёртая по уровню футбольная лига в Белоруссии.

## История
В августе 2023 года в Белорусской федерации футбола (АБФФ) было объявлено о создании в следующем сезоне четвёртой по уровню футбольной лиги под названием «Региональная лига — третья лига». В марте 2024 года, после утверждения формата Второй лиги, федерацией было подтверждено, что клуб занявший последнее 33-е место будет отправлен на понижение в Третью лигу, однако если на последнем месте окажется любая дублирующая команда клуба Высшей лиги, то никто не вылетает в региональную лигу.
В начале апреля 2024 года было проведено заседание коллегии Министерства спорта и туризма Белоруссии с участием руководства Ассоциации «Белорусская федерация футбола». Коллегия не поддержала решения АБФФ по реформированию второй лиги, и таким образом турниры 2024 года пройдут по регламентам предыдущего, 2023 года.